# USS Auburn (AGC-10)
USS Auburn (AGC-10) – amerykański okręt dowodzenia typu Mount McKinley. Brał udział w działaniach II wojny światowej. Odznaczony dwiema battle star.
Stępkę jednostki położono 14 sierpnia 1943 roku w stoczni North Carolina Shipbuilding Company zgodnie z kontraktem zawartym przez Maritime Commission (MC hull 1351). Otrzymał pierwotnie nazwę „Katkay”. Zwodowano go 19 października 1943 roku, matką chrzestną była pani Raney. Został nabyty przez US Navy 31 stycznia 1944 roku i przerobiony w Bethlehem Steel Co. do pełnienia roli okrętu dowodzenia siłami desantowymi, jednostki sztabowej i łącznościowej.  Wtedy też otrzymał nową nazwę. Wszedł do służby w Hoboken 20 lipca 1944 roku.
W czasie II wojny światowej walczył na Pacyfiku. Brał udział w desancie na Iwo Jima (19 lutego - 27 marca 1945 roku) oraz operacji desantu na Okinawę (31 maja - 21 czerwca 1945 roku).
Wycofany ze służby i umieszczony w rezerwie 7 maja 1947 roku. Jego nazwę skreślono z listy jednostek floty 1 lipca 1960 roku, przekazano go w listopadzie tego roku do Maritime Administration w celu rozdysponowania. Okręt został sprzedany w 1961 roku i zezłomowany.